# Альфред Ергард
Альфред Ергард (нім. Alfred Erhard; 15 квітня 1899, Ашаффенбург — 17 квітня 1945, Дюссельдорф) — німецький воєначальник, генерал-майор вермахту.

## Біографія
15 липня 1916 року вступив в Баварську армію. Учасник Першої світової війни, служив в 2-му піхотному полку. 18 листопада 1919 року вступив в поліцію. 1 вересня 1935 року перейшов в люфтваффе.
З 1 лютого 1939 року — керівник 3-ї групи при 2-му генерал-квартирмейстері Імперського міністерства авіації. З 7 липня 1940 року — командир дивізіону 38-го зенітного полку. З 1 грудня 1940 року — начальник штабу повітряної області «Західна Франція». З 1 грудня 1943 року — командир 5-ї моторизованої зенітної бригади, з 1 серпня 1944 року — 7-ї зенітної дивізії. Наклав на себе руки.

## Звання
- Лейтенант (26 жовтня 1917)
- Лейтенант поліції (18 листопада 1919)
- Оберлейтенант поліції (1 липня 1924)
- Гауптман поліції (1 травня 1932)
- Гауптман (1 вересня 1935)
- Майор (1 січня 1937)
- Оберстлейтенант (1 квітня 1939)
- Оберст (1 червня 1941)
- Генерал-майор (1 січня 1945)

## Нагороди
- Залізний хрест 2-го і 1-го класу
- Орден «За військові заслуги» (Баварія) 4-го класу з мечами
- Почесний хрест ветерана війни з мечами
- Медаль «За вислугу років у Вермахті» 4-го, 3-го і 2-го класу (18 років)
- Застібка до Залізного хреста 2-го і 1-го класу